# Нью-Балтимор (Мічиган)
Нью-Балтимор (англ. New Baltimore) — місто (англ. city) в США, в окрузі Маком штату Мічиган. Населення — 12 117 осіб (2020).

## Географія
Нью-Балтимор розташований за координатами 42°41′8″ пн. ш. 82°44′15″ зх. д. / 42.68556° пн. ш. 82.73750° зх. д. (42.685460, -82.737607).  За даними Бюро перепису населення США в 2010 році місто мало площу 17,44 км², з яких 11,94 км² — суходіл та 5,50 км² — водойми.

## Демографія
Згідно з переписом 2010 року, у місті мешкали 12 084 особи в 4434 домогосподарствах у складі 3187 родин. Густота населення становила 693 особи/км².  Було 4740 помешкань (272/км²).
Расовий склад населення:
| - 94,4 % — білих - 2,7 % — чорних або афроамериканців - 0,9 % — азійців - 0,4 % — корінних американців |

До двох чи більше рас належало 1,4 %. Частка іспаномовних становила 1,8 % від усіх жителів.
За віковим діапазоном населення розподілялося таким чином: 28,8 % — особи молодші 18 років, 61,4 % — особи у віці 18—64 років, 9,8 % — особи у віці 65 років та старші. Медіана віку мешканця становила 37,1 року. На 100 осіб жіночої статі у місті припадало 95,9 чоловіків;  на 100 жінок у віці від 18 років та старших — 94,3 чоловіків також старших 18 років.
Середній дохід на одне домашнє господарство  становив 84 500 доларів США (медіана — 77 997), а середній дохід на одну сім'ю — 100 549 доларів (медіана — 91 320). Медіана доходів становила 66 798 доларів для чоловіків та 42 768 доларів для жінок. За межею бідності перебувало 5,9 % осіб, у тому числі 3,7 % дітей у віці до 18 років та 11,0 % осіб у віці 65 років та старших.
Цивільне працевлаштоване населення становило 6284 особи. Основні галузі зайнятості: освіта, охорона здоров'я та соціальна допомога — 22,4 %, виробництво — 21,0 %, роздрібна торгівля — 11,2 %, науковці, спеціалісти, менеджери — 7,7 %.